# Sentul International Circuit
Der Sentul International Circuit ist eine Motorsport-Rennstrecke in Citeureup (Jawa Barat) in Indonesien.

## Geschichte

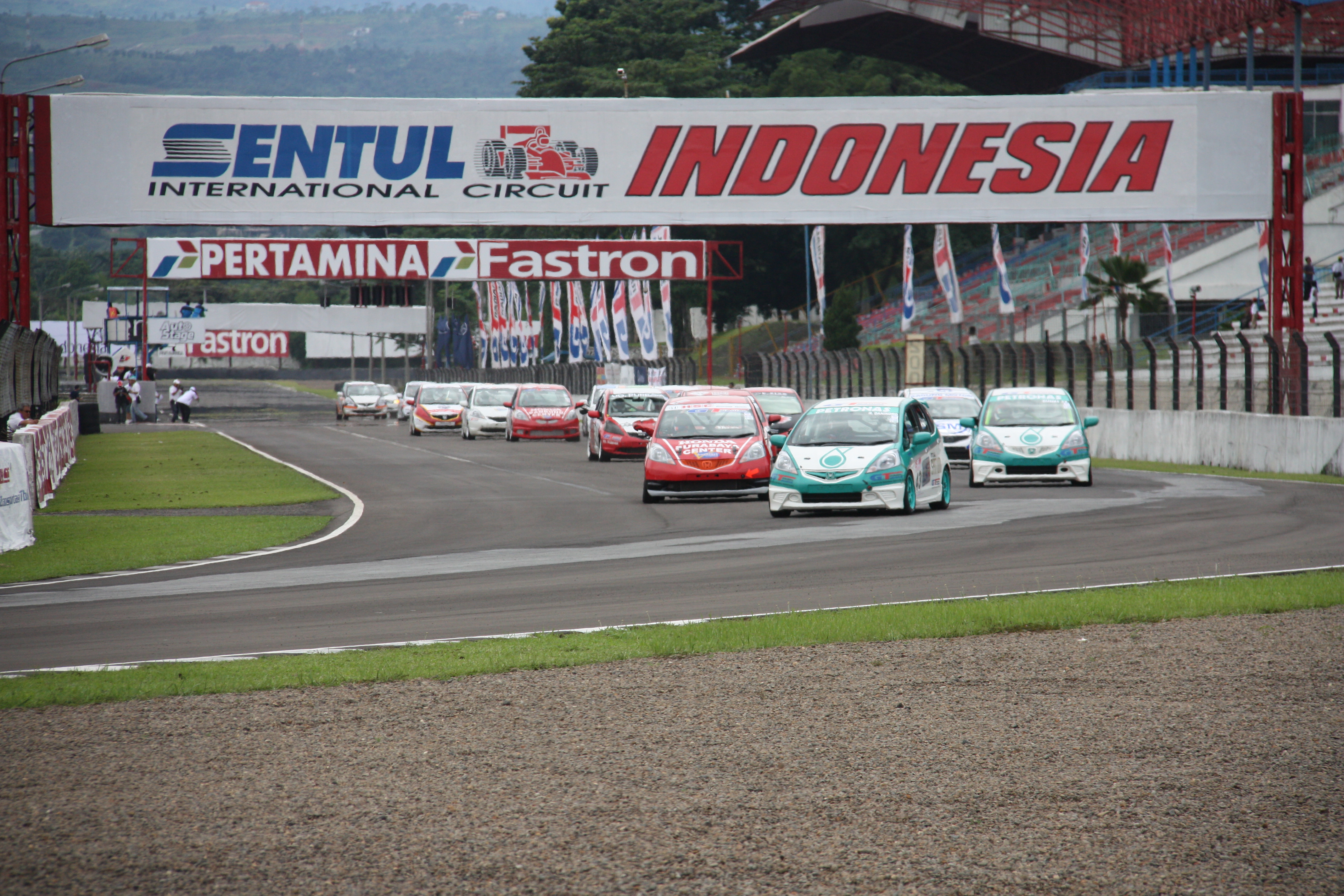
Indonesisches Tourenwagenrennen auf dem SIC 2009

Der Sentul International Circuit ist das Resultat des ersten ernsthaften Versuches, eine Formel-1-taugliche Strecke in Asien außerhalb Japans zu errichten. 1990 setzte sich Hutomo Mandala Putra, der Sohn des damaligen Präsidenten Suharto, persönlich für das Projekt ein. Jedoch entsprach die Strecke bereits kurz nach ihrer Fertigstellung 1993 nicht mehr den Sicherheitsanforderungen der Formel-1.
Die Motorrad-Weltmeisterschaft hingegen, trug 1996 und 1997 den Großen Preis von Indonesien für Motorräder in Sentul aus. Auch die Superbike-Weltmeisterschaft gastierte von 1994 bis 1997 jährlich auf der Piste.
Die asiatische Finanzkrise von 1997 sorgte schließlich dafür, dass jahrelang keine Rennen mit WM-Status mehr in Sentul ausgetragen wurden. Mit dem A1 Grand Prix gastierte 2005 erstmals wieder eine weltweite Rennserie auf der Piste.

## Streckenbeschreibung
Die Strecke ist schnell und sehr breit, was viele unterschiedliche Fahrlinien erlaubt. Aufgrund der geografischen Lage in der Nähe des Äquators, herrschen sehr oft hohe Lufttemperaturen und -feuchtigkeiten, was das Rennfahren sehr anstrengend macht. Auf dem Areal befinden sich, neben dem Grand-Prix-Kurs, Strecken für Motocross-, Autocross- und Go-Kart-Rennen, außerdem ein Drei-Sterne-Hotel und ein Golfplatz.

### Technische Daten
- Streckenlänge: 4,12 km
- Streckenbreite: 15 m
- längste Gerade: 900 m
- 50 Boxengaragen
- 2 überdachte Tribünen

## Veranstaltungen
Die Strecke wird vorwiegend für Motorradrennen sowie die indonesische Tourenwagen-Meisterschaft genutzt.

## Siegerlisten

### Motorrad-WM
| Saison | 125-cm³-Klasse            | 250-cm³-Klasse          | 500-cm³-Klasse         |
| ------ | ------------------------- | ----------------------- | ---------------------- |
| 1996   | Masaki Tokudome (Aprilia) | Tetsuya Harada (Yamaha) | Mick Doohan (Honda)    |
| 1997   | Valentino Rossi (Aprilia) | Max Biaggi (Honda)      | Tadayuki Okada (Honda) |

### Superbike-WM
| Saison | 1. Lauf                | 2. Lauf                |
| ------ | ---------------------- | ---------------------- |
| 1994   | Jamie Whitham (Ducati) | Carl Fogarty (Ducati)  |
| 1995   | Carl Fogarty (Ducati)  | Aaron Slight (Honda)   |
| 1996   | John Kocinski (Ducati) | John Kocinski (Ducati) |
| 1997   | John Kocinski (Honda)  | Carl Fogarty (Ducati)  |

### A1 Grand Prix
| Saison    | Sprintrennen     | Hauptrennen   |
| --------- | ---------------- | ------------- |
| 2005/2006 | Nicolas Lapierre | Sean McIntosh |
| 2006/2007 | Jonny Reid       | Jonny Reid    |